# Bartolomeo Borghesi

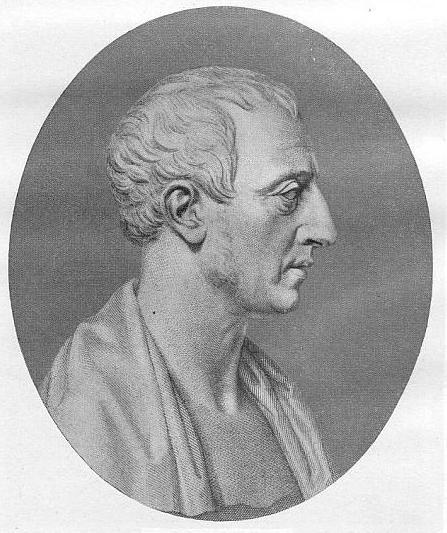
Bartolomeo Borghesi

2-Euro-Gedenkmünze mit dem Abbild Bartolomeo Borghesis

Bartolomeo Graf Borghesi (* 11. Juli 1781 in Savignano sul Rubicone; † 16. April 1860 in San Marino) war ein italienischer Epigraphiker und Numismatiker.

## Leben
Borghesi studierte in Ravenna, später in Bologna. 1801 ging Borghesi nach Rom und begann dort ein Studium der Rechtswissenschaften.
Zu seiner Leidenschaft, der Numismatik, erstellte Borghesi einen wissenschaftlichen Kanon. Zudem war er Mitglied zahlreicher wissenschaftlicher Akademien Europas; so war er ab 1836 korrespondierendes Mitglied der Preußischen Akademie der Wissenschaften. Der Accademia della Crusca in Florenz gehörte er seit 1832 an. 1851 wurde er zum auswärtigen Mitglied der Göttinger Akademie der Wissenschaften sowie zum korrespondierenden Mitglied der Petersburger Akademie der Wissenschaften und 1859 zum auswärtigen Mitglied der Académie des Inscriptions et Belles-Lettres (associé étranger) gewählt.
1821 verlegte Borghesi seinen Wohnsitz nach San Marino und begann dort mit der Publikation der Osservazioni numismatiche, einem Gesamtwerk aus siebzehn Dekaden mit 170 Artikeln, die sich mit der Münzprägung in der Römischen Republik beschäftigen. Dieses Werk hat in der numismatischen Fachwelt noch heute eine sehr hohe Bedeutung. 1838 wurde Bartolomeo Borghesi als Repräsentant der Republik San Marino zur Krönung des österreichischen Kaisers nach Mailand entsandt. 1842 wurde er als Mitglied in den preußischen Orden Pour le Mérite für Wissenschaften und Künste aufgenommen.
Einer seiner Schüler war der Epigraphiker und  Archäologe Adolphe Noël des Vergers.
Im Jahr 2004 widmete die Republik San Marino Bartolomeo Borghesi eine 2-Euro-Gedenkmünze und eine Silbergedenkmünze zu 5 Euro.